# 俄罗斯交通大学
俄罗斯交通大學（Российский университет транспорта），原莫斯科铁道工程学院，成立於1896年，是一所位於俄羅斯莫斯科的大專院校。2016年前長期以費利克斯·埃德蒙多維奇·捷爾任斯基命名，是該國培養運輸交通人才的重要院校。

## 历史
1956年匈牙利革命当年12月，莫斯科铁道工程学院的100多名学生举行集会，强烈批判苏联的侵略行为，他们称“卡达尔和他的工农革命政府之所以掌权，依靠的完全是苏联军队的刺刀。”据时任苏共莫斯科市委第二书记伊万·马尔琴科报告，集会的演讲者谴责苏联的波兰和匈牙利政策，“（演讲者）说苏联国内的媒体正在向人民传播着假消息，错误描述着匈牙利的实际情况，‘说谎称匈牙利正在发生白色恐怖’...他还表示反对苏联在波兰驻扎军队，称驻军没有必要，波兰没有这些军队也没有问题。”

## 外部連結
- MIIT官方網站